# FINE
Pour les articles homonymes, voir Fine.
 (octobre 2023).
Si vous disposez d'ouvrages ou d'articles de référence ou si vous connaissez des sites web de qualité traitant du thème abordé ici, merci de compléter l'article en donnant les références utiles à sa vérifiabilité et en les liant à la section « Notes et références ».
FINE est un réseau informel des quatre principales fédérations internationales du commerce équitable. Créé en 1998, il entretient un bureau de plaidoyer à Bruxelles. Son nom est un acronyme formé à partir du nom de ses membres : 
- F pour Fairtrade Labelling Organizations (FLO)
- I pour International Federation of Alternative Trade (IFAT), aujourd'hui Organisation mondiale du commerce équitable (en) (OMCE)
- N pour Network of European Worldshops (en) (NEWS)
- E pour European Fair Trade Association (en) (EFTA)